# Vincenzo Di Pilato
Vincenzo Di Pilato (Bisceglie, 14 agosto 1970) è un presbitero e teologo italiano, docente invitato presso l'Istituto Universitario Sophia in Loppiano e docente straordinario presso la Facoltà Teologica Pugliese.

## Biografia
Nato a Bisceglie, in provincia di Barletta-Andria-Trani ed arcidiocesi di Trani-Barletta-Bisceglie, il 14 agosto 1970, dopo la maturità presso il liceo scientifico Leonardo da Vinci di Bisceglie, consegue il baccalaureato in Teologia, con una votazione di 110 su 110 summa cum laude, presso l'Istituto Teologico Pugliese in Molfetta nel 1998 con una tesi dal titolo Amore e Santità, alla luce della esperienza spirituale di S. Teresa di Lisieux. Il 25 settembre 1999 è ordinato presbitero e nel 2000 si licenzia in Teologia fondamentale e scienze della religione, con una votazione di 90 su 90 summa cum laude, presso la Pontificia Università Lateranense con una tesi dal titolo Rivelazione e religioni. I contributi di H. Waldenfels e J. Dupuis. Consegue infine il dottorato in Sacra Teologia, con una votazione di 90 su 90 summa cum laude, presso la stessa università in Roma nel 2006 con una tesi dal titolo Gesù Cristo, la Rivelazione e le religioni. La proposta teologica di Hans Waldenfels, interamente edita nel novembre dello stesso anno da Città Nuova Editrice. Ne è relatore il presbitero Piero Coda.
Attualmente è rettore del Santuario mariano diocesano Madonna delle Grazie in Corato e direttore del Bollettino mensile di informazione religiosa La Voce della Beata Vergine Madonna delle Grazie.
Oltre all'italiano, conosce il latino, il greco e l'ebraico e parla inglese, tedesco e spagnolo.

### Attività accademica
Attualmente è docente stabile straordinario di Teologia fondamentale presso l'Istituto Regina Apuliae della Facoltà Teologica Pugliese in Molfetta. Docente invitato presso l'Istituto Superiore di Scienze Religiose San Nicola il Pellegrino in Trani, è anche docente invitato presso l'Istituto Universitario Sophia in Loppiano. Presso la Facoltà Teologica Pugliese è inoltre membro della Commissione per gli Istituti Superiori di Scienze Religiose collegati accademicamente con la Facoltà e membro del Comitato di redazione della Rivista Apulia Theologica.
Docente invitato presso l'Istituto Superiore di Scienze Religiose Metropolitano di Bari, presso l'Istituto Universitario Sophia in Loppiano svolge i seguenti incarichi:
- visiting professor per il corso di Teologia e prassi del dialogo interreligioso;
- visiting research fellow nel Programma internazionale di ricerca e formazione Religions in the Global World;
- coordinatore accademico del Centro di alta formazione Evangelii Gaudium.

Collabora con le seguenti riviste: Apulia Theologica, di cui è direttore responsabile, Rivista di scienze religiose di Monopoli, Rassegna di Teologia di Napoli, Parole di vita della Queriniana, Scuola cattolica di Milano, Nuova umanità di Roma, Sophia di Loppiano, Città Nuova ed Ekklesia. Inoltre è:
- membro del Consiglio direttivo dell'Associazione Teologica Italiana in qualità di delegato per la zona sud (Puglia, Basilicata, Campania, Calabria, Sicilia)
- coordinatore accademico del Centro di alta formazione Evangelii Gaudium in Firenze
- membro del Comitato direttivo del Dizionario dinamico di ontologia trinitaria
- membro del Comitato scientifico della rivista Umanità Nuova
- membro del Comitato di redazione della rivista Ekklesia
- membro del Sophia Global Studies - Center for Research and Training (Centro internazionale di formazione e ricerca sui fenomeni, i processi e le relazioni globali)
- presidente dell'Associazione culturale Sedis sapientiae in Corato

## Pubblicazioni
- All'incontro con Dio. In dialogo con la teologia di Hans Waldenfels, Città Nuova Editrice, Roma 2006
- Consegnati a Dio. Un percorso storico sulla fede, Città Nuova Editrice, Roma 2010
- Fede, Cittadella editrice, Assisi 2012
- La teologia "in" Gesù Cristo, Città Nuova Editrice, Roma 2012 (con Piero Coda)
- "Scrittura e Teologia" (Atti del Convegno nazionale dell'ATI 2009), Glossa, Milano 2011 (con Marco Vergottini)
- Castello interiore e castello esteriore. Per una grammatica dell'esperienza cristiana, Città ideale, Prato 2015 (con Alessandro Clemenzia e Julie Tremblay)
- Vademecum metodologico (2017), ad uso interno della Facoltà Teologica Pugliese
- "Dei verbum", vol.5: Commentario ai documenti del Concilio Vaticano II, Edizioni Dehoniane Bologna, Bologna 2017
- Discepoli della via. Questioni e prospettive sul metodo della teologia, Città Nuova Editrice, Roma 2019
- Sinodalità e partecipazione. Il soggetto ecclesiale della missione, Città Nuova Editrice, Roma 2023
- Per una lettura dei segni dei tempi. Un percorso multidisciplinare, Cittadella editrice, Assisi 2024
- Questo tempo e il suo oltre. Aggiornamento sull'escatologia, Glossa, Milano 2024